# Андреацолли, Аурелио
Аурелио Андреацолли (итал. Aurelio Andreazzoli; род. 5 ноября 1953, Масса, Тоскана) — итальянский футбольный тренер.

## Биография
В 2005 году переехал в Рим с Лучано Спаллетти в качестве помощника тренера и на несколько лет стал членом команды. Однако после того, как Спаллетти покинул клуб, был освобождён от своих обязанностей. Спустя два года его позвали назад, чтобы помочь Монтелле, назначенному исполняющим обязанности тренера клуба. Андреацолли продолжал работать с Луисом Энрике и Зденеком Земаном.
После того как Земан был освобождён от своих обязанностей, 2 февраля 2013 года Андреацолли был назначен исполняющим обязанности до конца сезона. Его первой победой стала победа в игре с «Ювентусом» со счётом 1:0. 8 апреля 2013 года в первом римском дерби с Андреацолли в должности тренера «Рома» команда сыграла со счётом 1:1 с «Лацио». 17 апреля 2013 года Андреацолли довёл «Рому» до финала Кубка Италии, одержав победу в игре против «Интернационале» на «Сан-Сиро». 26 мая 2013 года он привёл клуб к финалу Кубка Италии 2013, но в итоге потерпел поражение от «Лацио» со счётом 0:1.
12 июня 2013 года президент «Ромы» Джеймс Паллотта объявил о назначении Руди Гарсии новым тренером команды. При этом Андреацолли остался в клубе, продолжив работу в качестве помощника главного тренера вплоть до второго ухода Лучано Спаллетти из «Ромы» в 2017 году.
17 декабря 2017 года назначен главным тренером «Эмполи». Контракт подписан до 30 июня 2018 года. Сменил на этом посту Винченцо Виварини. Был уволен 5 ноября 2018 года — на тот момент «Эмполи» занимал 18-е место в турнирной таблице серии А, одержав лишь одну победу в одиннадцати встречах. 13 марта 2019 года вернулся на пост главного тренера «Эмполи». 13 июня 2019 года «Эмполи» объявил о расторжении контракта с Андреацолли.
14 июня 2019 года назначен главным тренером «Дженоа». Контракт подписан на два года. 22 октября 2019, через два дня после матча 8-го тура чемпионата Италии 2019/20 «Парма» — «Дженоа» (5:1), был отправлен в отставку. На момент увольнения rossoblù занимали предпоследнее 19-е место в серии A, опережая на одно очко соперников из «Сампдории».
21 июня 2021 года в третий раз в карьере возглавил «Эмполи». Контракт подписан по схеме «1+1».
19 сентября 2023 года в четвёртый раз назначен главным тренером «Эмполи». Контракт подписан на один год с возможностью продления на такой же срок.

## Статистика тренера
| Команда | Начало срока    | Конец срока     | Очки | Очки | Очки | Очки | Очки   |
| Команда | Начало срока    | Конец срока     | И    | В    | Н    | П    | % В    |
| ------- | --------------- | --------------- | ---- | ---- | ---- | ---- | ------ |
| Рома    | 2 февраля 2013  | 12 июня 2013    | 17   | 9    | 4    | 4    | 052,94 |
| Эмполи  | 17 декабря 2017 | 5 ноября 2018   | 35   | 17   | 10   | 8    | 048,57 |
| Эмполи  | 13 марта 2019   | 13 июня 2019    | 11   | 5    | 1    | 5    | 045,45 |
| Дженоа  | 1 июля 2019     | 22 октября 2019 | 9    | 2    | 2    | 5    | 022,22 |
| Эмполи  | 21 июня 2021    | 1 июня 2022     | 41   | 12   | 11   | 18   | 029,27 |
| Всего   | Всего           | Всего           | 72   | 33   | 17   | 22   | 045,83 |